# Дни на класиката в Балчик
„Дни на класиката“ в Балчик, област Добрич е фестивал за класическа музика.
Утвърждава се през годините сред най-успешните фестивали на България. Организира се от фондация „Академия класика“ и се финансира изцяло от Община Балчик. Фестивалът има медийната подкрепа на БНТ, БНР, БТА, Радио Варна, Радио „Добруджа“, вестник „Балчик“, Balchik.Info. Започва от 2009 година, а неговото тринадесето издание е през 2022 г. Провежда се ежегодно в рамките на седмица, като започва от последната събота на юли. Всяка вечер има отделно музикално събитие. Сцената е открита, достъпна за всички, намира се до пешеходната алея.

## Участници във фестивала
Задачата му е да събира професионални, известни музиканти от целия свят, да дава поле за изява на млади таланти. Изпълнителите, взимали участие в Дните на класиката, са много и са от целия свят. Сред тях са пианистите Йовчо Крушев, Дерек Хан, акад. Атанас Куртев, Георги Черкин, Юстус Франц, Живко Петров и други.
През 2015 година изключително впечатляващо за слушателите е гостуването на световноизвестната пианистка Габриела Монтеро, свирила по целия свят (но за пръв път в Източна Европа), включително при встъпването в длъжност на президента Барак Обама. Тя е изключителна импровизаторка, доказва своите умения на публиката на сцената на Дните на класиката. Уникалното в нейния концерт е, че импровизира върху зададени от публиката музикални теми.
Други също толкова впечатляващи участници през годините са: Ласло Феньо (виолончело), Мартин Пантелеев (диригент), Веско Ешкенази (цигулка), Валентина Корчакова (сопран), Роберт Ноч (виолончело), „Класик ФМ оркестър“, ансамбъл „Полиритмия“, Деница Димитрова (арфа), Алистер Берън (тенор), „Спирит ансамбъл“, „Сапаев квартет“, Симфоничен оркестър на Румънското национално радио, Манди Уатшъм Дънстал (сопран), Мирослав Амброш (цигулка), китарно дуо „Каризма“, Марио Хосен (цигулка), „Уинд арт квинтет“, музиканти от Държавната опера в Бургас и други.
В него се дава възможност на млади български изпълнители да намерят своето място и не просто да трупат опит, но и да се изявяват на сцената. Много български музиканти, музициращи в чужбина, с радост идват за изява на родна сцена. Пример за това е Магдалена Калчева (китарно дуо „Каризма“), която твори в Германия като китаристка на Андреа Бочели, но пристига в България специално за Дните на класиката в Балчик.
2016 година
- Държавна опера Русе
- Аглика Генова и Любен Димитров
- Боби Йоцов и Огняна Соколова
- Трио „Арденца“
- Държавна опера Бургас
- Братя Владигерови и приятели Архив на оригинала от 2016-10-22 в Wayback Machine.
- Симфоничен оркестър на Българското Национално Радио

## Класическата музика среща джаза
Така е наречена вечерта от фестивала, в която по традиция се изпълнява джаз музика. Всяка година има такава вечер. Концертите започват малко по-късно от обичайното, стилът на обличане става по-свободен, а ритмите по-раздвижени. Част от участниците през годините са Акага, Михайл Йосифов секстет, Хармония Гардън, Хилда Казасян, Милица Гладнишка, която впечатли публиката освен със своите певчески уммения, а и със своето неверотяно присъствие на сцена. Тази година публиката имаше щастието да се наслади на музиката на Бразилакустик.

## Отзиви на участници
Иван Стайков, Sapaev Quartet
"Balchik Classic Days е фестивал с топла публика и страхотна организация. Всеки артист би се чувствал инспириран да свири на подобен фестивал. За мен беше чест!"
Китарно дуо CARisMA
"За нас беше голяма чест да бъдем поканени да изнесем концерт в 4-то издание на интернационалния фестивал „Дни на класиката в Балчик“ през 2013 година. Този „open-air“ фестивал, с великолепна си гледка към Черно море, даде на зрителите уникалната възможност да спрат и да се насладят на невероятната музика на страхотни музиканти от цял свят. Организацията беше изключително добра, така че всеки гост на фестивала да се почувства удобно и обграден от вниманието и сърдечността на екипа. Едно наистина незабравимо преживяване! Ние си пожелаваме за в бъдеще отново да имаме възможността да споделим с любителите на „Дни на класиката в Балчик“ нашата музика на фона на тази красива панорама."
Ангел Заберски – син
„Аз съм приятно изненадан от факта, че в един отдалечен от столицата град като Балчик се случват такива фестивали. Организацията е на перфектно ниво! Чувствахме се прекрасно на сцената. Плюс за работата на екипа на това събитие е многото и качествена публика, която присъства в Балчик. Ние българите имаме нужда от култура, затова нека Balchik Classic Days да продължава в този дух и се разраства!“